# 1119 (szám)
Az 1119 (római számmal: MCXIX) az 1118 és 1120 között található természetes szám.

## A szám a matematikában
A tízes számrendszerbeli 1119-es a kettes számrendszerben 10001011111, a nyolcas számrendszerben 2137, a tizenhatos számrendszerben 45F alakban írható fel.
Az 1119 páratlan szám, összetett szám, félprím. Kanonikus alakja 31 · 3731, normálalakban az 1,119 · 103 szorzattal írható fel. Négy osztója van a természetes számok halmazán, ezek növekvő sorrendben: 1, 3, 373 és 1119.
Az 1119 huszonnégy szám valódiosztó-összegeként áll elő, ezek közül legkisebb az 1617.

## Csillagászat
- 1119 Euboea kisbolygó